# 达累斯萨拉姆区
達累斯薩拉姆區是坦桑尼亞的26行政區之一，位於該國東部，首府達累斯薩拉姆，東臨印度洋，南面、西面和北面是濱海區，面积1,393平方公里，2002年人口2,487,288，是全國最富有和人口稠密的地區。